# 千针苋
千针苋（学名：Acroglochin persicarioides）是苋科千针苋属的植物。分布于克什米尔地区、印度以及中国大陆的甘肃、四川、陕西、云南、贵州、湖北、河南、湖南、西藏等地，生长于海拔800米至3,200米的地区，多生在河边、路边、田边或荒地，目前尚未由人工引种栽培。